# Ragdog
Ragdog és una banda gallega de power pop. És el primer grup llançat per Sello Espacio Movistar (SEm), al maig de 2008, amb el seu primer disc distribuït íntegrament mitjançant Internet, sense format físic del mateix (CD, disc de vinil o casset).

## Biografia
El grup nasqué a l'estiu del 2001 a un institut als afores de Vigo. Quatre companys d'institut decideixen formar una banda amb l'únic objectiu de tocar i divertir-se.
El primer nom del grup fou Coldness.
Després d'un canvi de formació, van decidir buscar un altre nom. Per sorteig es quedarien amb el nom de Ragdog.
En aquesta primera època els membres del grup eren:
- Aleix Lores: veu i baix;
- Juanma Treinta: bateria;
- Alberto Leyenda: guitarra;
- Sergio: guitarra.[5]

Un dels guitarristes marxà i el grup es reestructurà amb la incorporació de Pablo Pascual:
- Aleix Lores: veu, guitarra i piano;
- Juanma Treinta: bateria;
- Alberto Leyenda: baix;
- Pablo Pascual: guitarra.

## Discografia
| Àlbum | Informació |
| ----- | --- |
|       | Nada Más - Editat el: 2008 per SEm - Gravat a: Madrid - Gravat per Fernando Montesinos. - Cançons: 1. "Nada Más" 2. "Sin dirección" 3. "Donde Estabas" 4. "Hasta Mañana" 5. "Lo que Te Han Contado" 6. "Siberia" 7. "Despegamos" 8. "Secretos" 9. "Puerta del sol" 10. "Ninguna Parte" 11. "Caminos Imposibles" |

| Àlbum | Informació |
| ----- | --- |
|       | Bichos Raros - Editat el: 2011 per SEm - Gravat a: Madrid - Produït per Fernando Montesinos. - Cançons: 1. "Tu querias querer" 2. "Huracan" 3. "Tu y Yo" 4. "Bichos raros" 5. "Fotos Rotas" |

### Singles
| Any  | Single          | Àlbum        | Posició           |
| ---- | --------------- | ------------ | ----------------- |
| 2008 | "Nada Más"      | Nada Más     | Disc d'Or Digital |
| 2009 | "Donde Estabas" | Nada Más     |                   |
| 2011 | "Tu y yo"       | Bichos raros |                   |